# Késő bosszú
A Késő bosszú (eredeti cím: Avenging Angelo) 2002-ben bemutatott amerikai–francia–svájci koprodukcióban készült bűnügyi filmvígjáték, amelyet Martyn Burke rendezett. A főbb szerepekben Sylvester Stallone, Madeleine Stowe és Anthony Quinn látható – ez volt Quinn utolsó filmje, a színész pár hónappal a bemutató után hunyt el.

## Cselekmény
Jennifer (Madeleine Stowe) rádöbben, hogy apja nem az, aki gondolta; nem gazdag üzletember, hanem nagy befolyással bíró maffiavezér. Amikor édesapját meggyilkolják, a lány bosszút esküszik és testőrével, Frankie-vel (Sylvester Stallone) a gyilkos és annak megbízói után ered. A küldetés során azonban Frankie és Jennifer lassan egymásba szeret.

## Szereplők
| Színész            | Szerep                       | Magyar hang          |
| ------------------ | ---------------------------- | -------------------- |
| Sylvester Stallone | Frankie Delano               | Csankó Zoltán        |
| Madeleine Stowe    | Jennifer Allieghieri Barrett | Tóth Enikő           |
| Anthony Quinn      | Angelo Allieghieri           | Kránitz Lajos        |
| Raoul Bova         | Marcello / Gianni Carboni    | Csík Csaba Krisztián |
| Harry Van Gorkum   | Kip Barrett                  | Harmath Imre         |
| Billy Gardell      | Bruno                        | Bognár Tamás         |
| George Touliatos   | Lucio Malatesta              | Dobránszky Zoltán    |